# Costa da Caparica
Costa da Caparica est une ville portugaise de la municipalité d'Almada, dans le district de Setúbal, siège de la paroisse homonyme d'une superficie de 10,18 km² et qui compte 13 968 habitants selon le recensement effectué en 2021. Sa densité de population est de 1 372,1 hab./km².  
La paroisse de Costa da Caparica a été créée par le décret-loi nº 37.301 du 12 décembre 1949, avec des places de la paroisse de Trafaria. Costa da Caparica a été élevée au statut de ville le 9 décembre 2004.Il s'agit de la seule paroisse de la municipalité d'Almada qui n'a subi aucun changement lors de la réorganisation administrative nationale des paroisses qui a eu lieu en 2013. 
Costa da Caparica est une importante station balnéaire du Portugal. Sur son territoire se trouve le Couvent des Capucins (Convento dos Capuchos) (pt), dont la construction remonte au XVIe siècle.

## Histoire
Dans un document du roi D. Afonso V du Portugal (1432-1481) relatif aux actifs et aux dettes du défunt Alvaro Vaz de Almada, 1er Comte d'Avranches, il est documenté que son grand-père, Vasco Lourenço de Almada, avait établi une augmentation à laquelle il avait lié des actifs à Caparica et des pins de forêts d'Almada à une chapelle, dans l'église de São Mamede, à Lisbonne. 

## Tourisme
Costa da Caparica est connue pour ses plages, qui depuis quelques années ont commencé à disparaitre.  Diverses mesures de protection et de remplacement des plages ont été prises au fil des ans, telles que la création de pontons et plus récemment la digue construite le long de plusieurs plages de la côte nord et le remplacement du sable sur les plages près de l'embouchure du Tage.
Certaines des plages qui composent la Costa da Caparica sont particulièrement prisées par les touristes du monde entier telles que Nova Praia, Praia da Saùde, Praia do Castelo, Praia da Sereia, Praia de São João ou encore Praia da Fonte da Telha.

Comme point d'intérêt touristique à Costa da Caparica se trouve le Convento dos Capuchos.

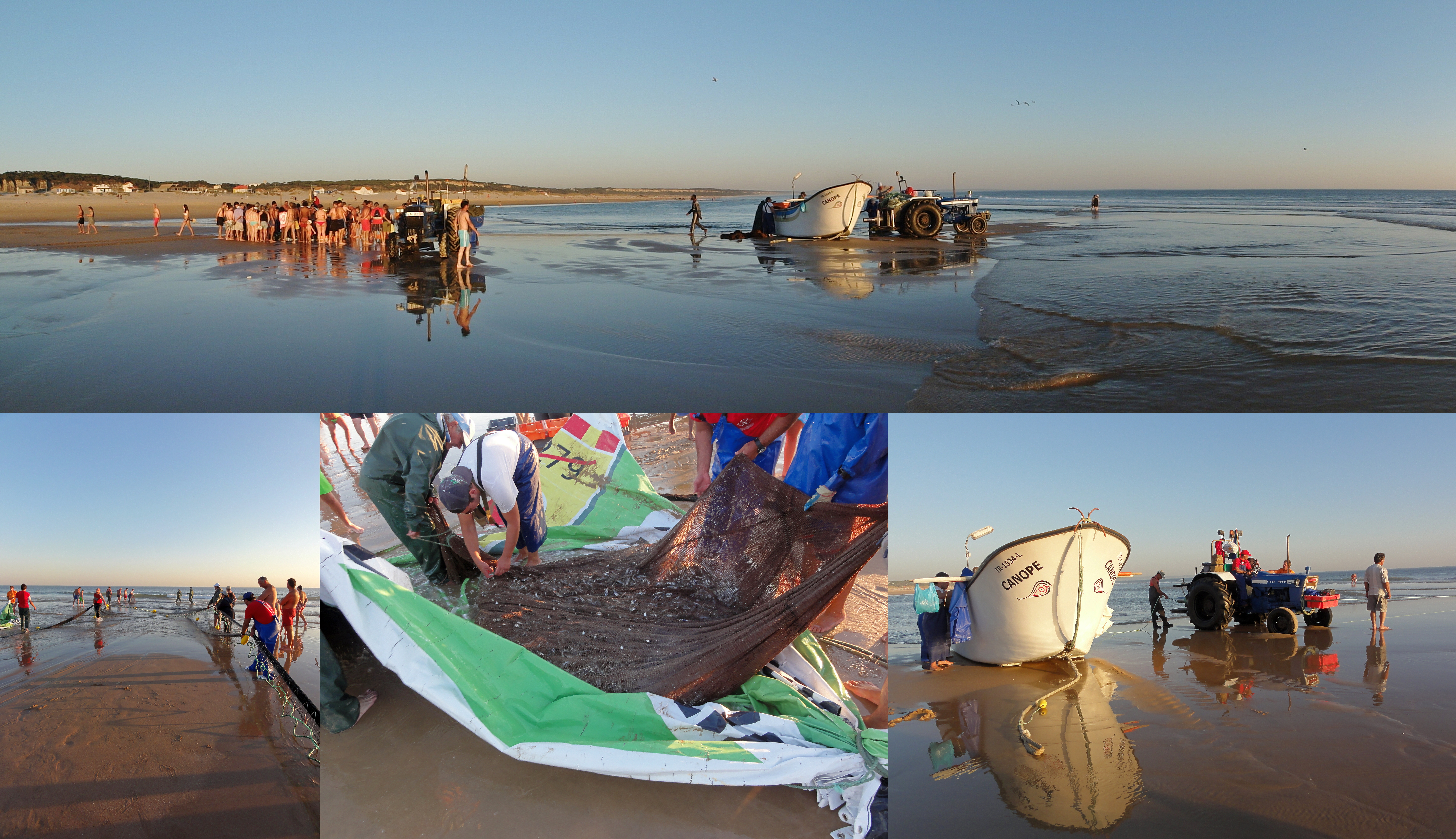
Praia da Saúde, à Costa da Caparica.